# Hanenkraaiwedstrijd

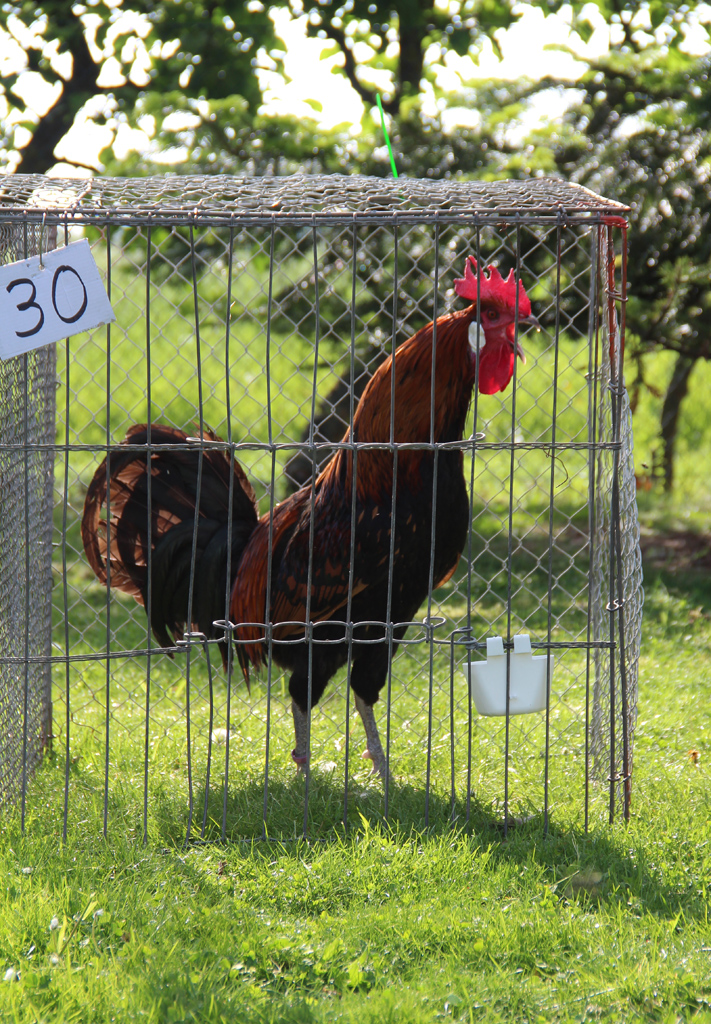
Jonge Bergse kraaierhaan

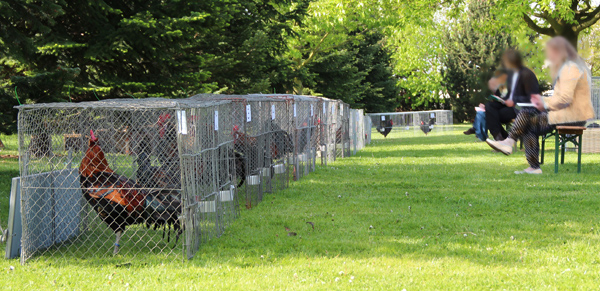
Langkraaiwedstrijd met Bergse en Kosovaarse kraaiers

Hanenkraaiwedstrijden, in Vlaanderen hanenzettingen genoemd, zijn wedstrijden waarbij hanen zich meten in het aantal kraairoepen binnen een vastgelegde tijd of de lengte van hun kraaien. De eerste variant is in Nederland en Vlaanderen zeer verbreid en wordt vaak met krielkippen gehouden. De langkraaiwedstrijden betreffen langkraairassen, zoals de Bergse kraaier in Duitsland en de ajam pelong op Java.

## Geschiedenis
Het voorkomen van oude kraairassen ondersteunt de hypothese dat ongedocumenteerde kraaiwedstrijden vroeger in landelijke gebieden gebruikelijk waren. In elk geval worden kraaiwedstrijden in het Bergse land sinds de late middeleeuwen beschreven. Volgens de overlevering zouden de graven (later hertogen) van Berg de deelnemende boeren als prijs regelmatig honderd daalders, een koe en zelfs als hoofdprijs een hele boerderij uitgeloofd hebben.
Omstreeks 1900 stonden hanenkraaiwedstrijden als attractie geprogrammeerd bij ornithologische congressen in Antwerpen en Brussel. Daarvoor werd inspiratie gevonden bij het volksgebruik uit verschillende regio's in Wallonië en Vlaanderen. Winnaar bij die wedstrijden was de meest kraaiende haan binnen een vastgestelde tijdsduur (meestal 1 uur). Tijdens het interbellum tussen beide Wereldoorlogen ontstond een zekere structurering. In het midden van de 20e eeuw ontstonden in West-Vlaanderen met 'De Krielhaan' (Torhout) en 'De Krielenier' (Roeselare) de eerste tijdschriften, die uitsluitend over de krielenierssport berichtten.
In Vlaams en Nederlands Limburg ontstond een variatie op het hanenzetten, hanenzingen, waarbij niet meer werd gespeeld om het hoogste aantal kraaien van de eigen haan, maar gegokt wordt op het aantal kraaien van eender welke deelnemende haan (pronostieksysteem). Om bedrog te vermijden moet een haan wel minstens 20 keer kraaien.

## Verbreiding in Europa

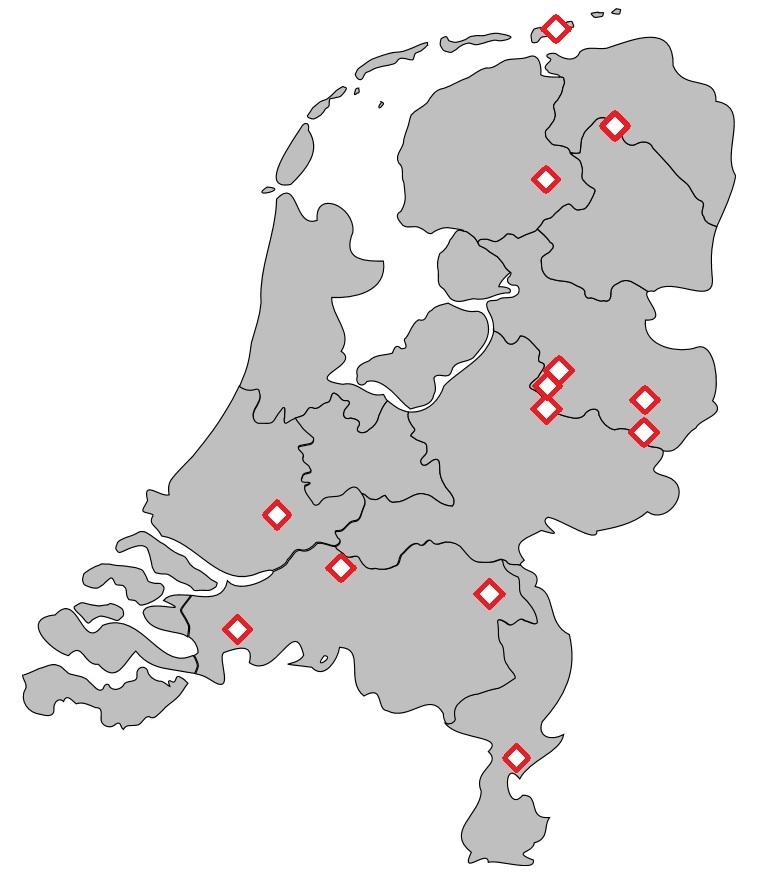
Plaatsen met hanenkraaiwedstrijden in Nederland tussen 2010 en 2015

In West-Europa zijn kraaiwedstrijden vooral geliefd in Vlaanderen en Nederland alsook in verschillende Duitse streken.

### Vlaanderen
Aangezien in Vlaanderen vaak krielhaantjes ingezet worden, worden de deelnemers als krielenier betiteld. In de jaren 50 en 60 heeft de sport in Vlaanderen een buitengewone populariteit gekend. De sport is echter al sinds het eind van de 19de eeuw bekend en reeds toen werden van hanen verhaald die 250 maal in een half uur kraaiden. Voor de overgang op krielhaantjes werden plaatselijke pelhoenders zoals Braekels en Kempische hoenders ingezet.

### Nederland
Sinds 1975 organiseert NPV-Neede in de Gelderse plaats Neede elk najaar een hanenkraaiwedstrijd waarbij de haan die het vaakst in een kwartier kraait de winnaar is.  

### Duitsland
De Duitse speciaalclub voor Bergse Hoenderrassen zet de eeuwenoude Bergse traditie voort door elk jaar nationale langkraaiwedstrijden te houden.

## Verbreiding buiten Europa
Op Java worden eveneens jaarlijks nationale kraaiwedstrijden met ajam pelongs alsook met vorkstaarthoenhybriden, de bekisar gehouden. In de Verenigde Staten vinden kraaiwedstrijden regelmatig plaats bij geldinzamelingen voor goede doelen of in het programma van grote landbouwbeursen.